# Gradačac
Gradačac är en stad i Bosnien och Hercegovina. Staden ligger i kantonen Tuzla i entiteten federationen Bosnien och Hercegovina.

## Historia
Župan Gradačac nämndes först år 1302, medan staden först nämndes runt 1465. Staden blev en del av det Osmanska riket år 1512.
1710 blev staden ett högkvarter för militära befälhavare. Den mest kända var Husein-Kapetan Gradaščević, även känd som "Zmaj od Bosne" (sv: Draken av Bosnien). Mellan åren 1765 och 1821 byggde han ett fort med 18 meter höga murar och 22 meter höga vakttorn. En moské byggdes fem år efter och fick namn efter honom. 

### Bosnienkriget
Under kriget mellan 1992 och 1995 drabbades staden mycket hårt. Staden ligger i norr, nära Brčko, det distrikt som delar den andra av Bosnien och Hercegovinas två entiteter, Republika Srpska.
Efter Daytonavtalet blev Gradačac en del av Tuzla kanton i federationen Bosnien och Hercegovina.

## Demografi
| 1971 - Bosniska muslimer - 26 905 (55,60%) - Serber - 12 455 (25,74%) - Kroater - 8 447 (17,45%) - Jugoslaver - 321 (0,66%) - Andra - 256 (0,55%) Totalt: 48 384 | 1991 År 1991 hade kommunen Gradačac 56 378 invånare och av dessa var: - 60,2% bosniaker - 19,8% serber - 15,1% kroater - 4,9% andra |

2005

År 2005 var cirka 96% av invånarna i kommunen bosniaker.

## Sport
Några kända sportklubbar i staden är:
- S.K "Vučkovci" Vučkovci
- RK Gradačac - handbollsklubb
- NK Zvijezda Gradačac - fotbollsklubb
- OK Kula-Gradačac

## Kända personer från Gradačac
- Husein-Kapetan Gradaščević - bosnisk militär ledare som gjorde uppror mot Osmanska riket
- Mustafa Imamović - historiker
- Hasan Kikić - poet
- Stjepan Šiber - general i den Bosniska armén
- Ahmed Muradbegović - författare

## Galleri

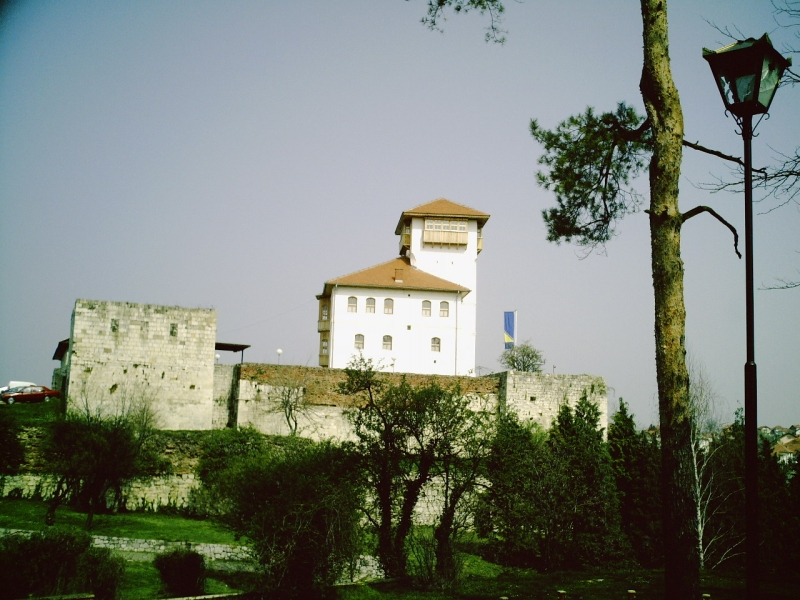
Fortet i Gradačac
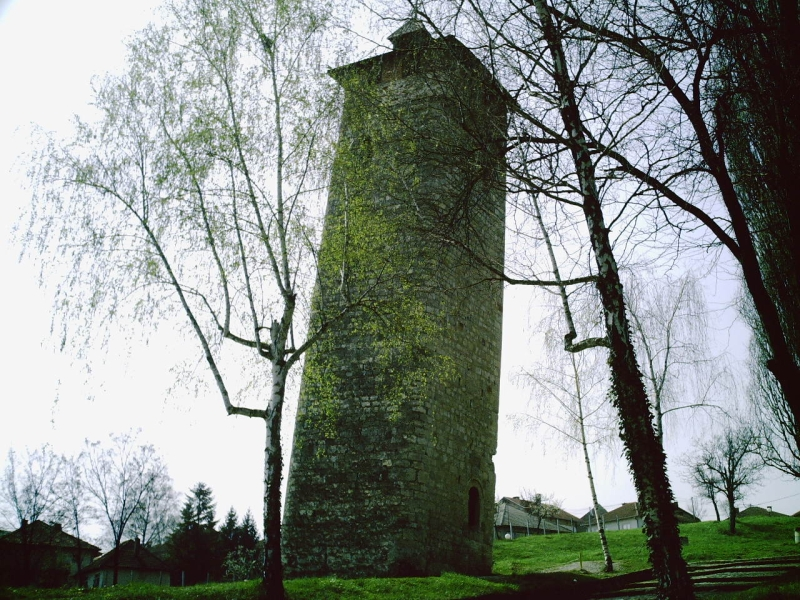
Gammalt klocktorn
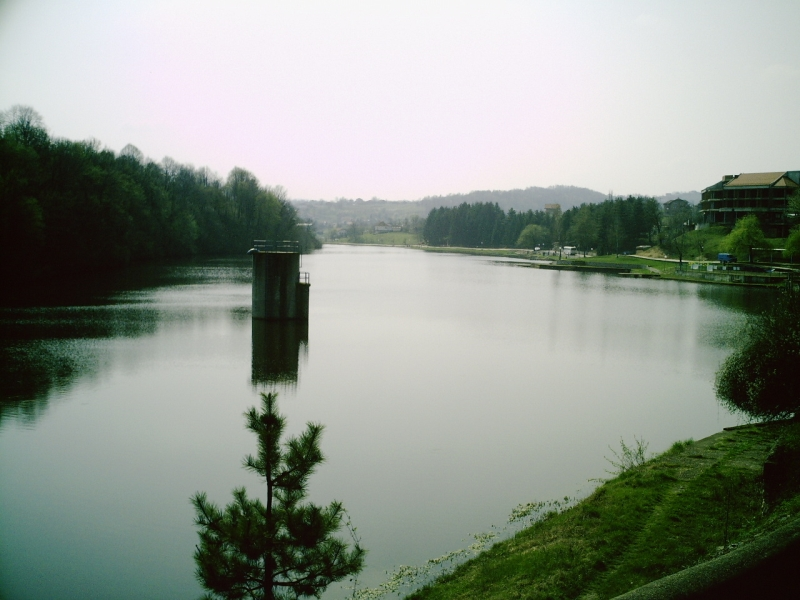
Haznasjön